# Бляхин, Павел Андреевич
Па́вел Андре́евич Бля́хин (25 декабря 1886 [6 января 1887], Саратовская губерния — 19 июня 1961, Москва) — активный участник революционного движения и Гражданской войны в России, советский партийно-государственный деятель, русский советский писатель, сценарист и журналист. Член РСДРП с 1903 года.

## Биография
Родился 25 декабря 1886 (6 января 1887) в селе Верходым Петровского уезда Саратовской губернии (ныне Шемышейский район Пензенской области) в семье чернорабочего. В четырёхлетнем возрасте остался без матери. Рос на прокормлении у родственников, батрача на своего дядю. Окончил церковно-приходскую школу в селе Селитренное Енотаевского уезда Астраханской губернии. В 1903 году уехал в Астрахань, устроился учеником наборщика в одну из типографий.

### Революционная деятельность
Вскоре приобщился к политической борьбе: в 1903 году вступил в подпольный рабочий кружок РСДРП, печатал и распространял листовки, прокламации, доставал для типографии шрифт. В июне 1904 — июле 1905 года Павел Бляхин жил в Баку, работая переплётчиком в переплётной мастерской. Был организатором социал-демократических кружков на нефтяных промыслах, участвовал во всеобщей стачке нефтяников, за что был арестован и заключён в Карсскую крепость.
В октябре 1905 года амнистирован. Уехал в Москву, где установил связь с Московским комитетом РСДРП. Был агитатором, боевиком-дружинником, участвовал в Декабрьском вооружённом восстании. В 1906 году стал партийным организатором Городского района. По поручению Московского комитета вёл работу в профсоюзах, стал членом первого совета профсоюзов Москвы и его исполнительной комиссии.
Осенью 1907 года П. А. Бляхин вошёл в состав Московского комитета РСДРП. Вскоре опять был арестован и сослан на три года. С ноября 1911 года находился в политической ссылке в городе Вельске Вологодской губернии. В ноябре 1913 года бежал и перешёл на нелегальное положение.
С ноября 1913 по февраль 1917 года вёл подпольную работу в Комитетах РСДРП(б) в Москве, Баку, Костроме, Тифлисе. Февральская революция застала Бляхина в Баку, где он вошёл в состав президиума Бакинского Совета рабочих депутатов.

### Советский период
С мая 1917 года П. А. Бляхин уже в Костроме, где его избрали председателем губернского Костромского Совета. С апреля 1918 по май 1920 года являлся председателем Костромского горисполкома и губисполкома.
С мая 1920 года — на Украине, председатель губернского ревкома Одессы, с 3 сентября 1920 — Екатеринославского. Принимал участие в разгроме махновщины.
С ноября 1920 по декабрь 1922 года был ответственным секретарём Костромского губкома РКП(б).
С декабря 1922 по март 1926 года — снова в Баку. В 1925 году занял должность председателя Главполитпросвета Азербайджана, а после его реорганизации возглавил отдел народного образования. Являлся членом Центрального комитета Азербайджанской компартии (большевиков), участвовал в работе Центральной контрольной комиссии ЦК АКП(б).
20 марта 1925 года на заседании Кинокомиссии ЦК обсуждался вопрос об укреплении кадрового состава киноорганизаций работниками-коммунистами. В результате обсуждения было принято решение о введении П. А. Бляхина в состав художественного совета по делам кино при Главполитпросвете РСФСР.
С марта 1926 по июнь 1927 года работал заместителем заведующего отделом печати ЦК ВКП(б) С. И. Гусева, членом коллегии Главлита от отдела печати ЦК ВКП(б). Председатель правления издательства «Кинопечать» (1926).
С августа 1926 по декабрь 1928 года — член правления «Совкино». С декабря 1928 по октябрь 1934 года — заместитель председателя Главреперткома (Ф. Ф. Раскольникова, К. Д. Гандурина, О. С. Литовского). Ответственный редактор газеты «Кино» (1926), журнала «Кино и культура» (1929). Член правления (президиума) Общества друзей советского кино (ОДСК).
В статье, опубликованной в газете «Правда» 29 марта 1930 года, выступил с резкой критикой кинофильма А. П. Довженко «Земля», обвинил режиссёра в том, что тот «основательно выхолостил классовое содержание фильмы, изменил её политическую установку».
Заведующий отделом культуры и пропаганды ЦК ВКП(б) А. И. Стецкий  5 апреля 1933 года в своей докладной записке Л. М. Кагановичу подверг критике либеральное отношении Главреперткома к выпуску картин и театральных постановок, указав, что «приходится после просмотра и разрешения тов. Литовского и Бляхина запрещать уже демонстрируемые фильмы и готовые спектакли».
С октября 1934 по ноябрь 1939 года П. А. Бляхин — председатель ЦК Союза кинофотоработников СССР, литературно-сценарный работник на дому. В ноябре 1939 — июле 1941 года — главный редактор сценарного отдела киностудии «Мультфильм».

### Участие в Великой Отечественной войне
В июле 1941 года 54-летний Павел Андреевич Бляхин стал красноармейцем 22-го полка 8-й Краснопресненской дивизии народного ополчения на Западном фронте. В эту дивизию вместе с рабочими Трёхгорной мануфактуры, сахарного завода, вчерашними школьниками на войну ушли многие представители столичной интеллигенции. Дивизия была занята на строительстве оборонительных рубежей, вступила в бой 4 октября 1941 года, фактически была уничтожена 6—7 октября 1941 года. Роту, в которую попал П. А. Бляхин, называли «писательской», так как в ней служили многие другие известные литераторы (Р. Фраерман, Э. Казакевич, А. Бек, С. Злобин и др.). Затем, с октября 1941 по апрель 1943 года, он служил специальным корреспондентом армейской газеты 49-й армии, с апреля 1943 по январь 1945 года — спецкором армейской газеты 61-й армии Западного, 2-го и 3-го Белорусского фронтов. За годы войны опубликовал 60 фронтовых очерков и рассказов. С января 1945 года — писатель, член Союза писателей СССР.

Надгробный памятник П. А. Бляхину на Новодевичьем кладбище Москвы.

Делегат IX, X съездов РКП(б) и XIV съездов ВКП(б), IV и VI съездов Азербайджанской КП(б). Член Общества старых большевиков с 1927 года.
Умер 19 июня 1961 года. Похоронен в Москве на Новодевичьем кладбище (участок № 8).

## Семья
Жена — Хана Соломоновна Топоровская-Бляхина (1899—1977), работница Моссовета; похоронена рядом с мужем.

## Литературная деятельность
Павел Бляхин начал свою литературную деятельность в 1919 году. В 1920-х годах он написал несколько пьес. В 1922 году опубликовал приключенческую повесть «Красные дьяволята» («Охота за голубой лисицей»), по первой части которой был поставлен одноимённый фильм (1923), пользовавшийся большой популярностью. В 1935 году получил строгий выговор по партийной линии: при переиздании фильма в 1929 году он «как автор сценария и представитель Главреперткома не устранил из картины кадров и текста с контрреволюционным содержанием». Уже после его смерти по мотивам «Красных дьяволят» был поставлен популярный советский героико-приключенческий фильм «Неуловимые мстители» (1966), за которым последовали два продолжения.
Является автором автобиографической трилогии «На рассвете» (1950), «Москва в огне» (1956), «Дни мятежные» (1959), которая посвящена первой русской революции.

### Киносценарии
- На рассвете, Через победу к миру, Падение Коммуны, Во имя бога. Сценарий, 1925;
- Большевик Мамед. Сценарий. М., 1925;
- Иуда. Сценарий. М., 1929;
- 26 бакинских комиссаров; Наместник Будды. Сценарий. М., 1936.
- В чаду кадильном; Крест и пулемёт; Красные дьяволята // Драматургия кино. — М., 1952;

### Статьи
- Очередные задачи // Кино и культура : журнал. — 1929. — Январь (№ 1). — С. 9—16.
- О подготовке и переподготовке сценаристов. Тезисы тов. Бляхина // Кино : газета. — 1929. — 26 марта (№ 13 (289)). — С. 2.
- На уровень большого искусства! // Советское фото : журнал. — 1935. — Июнь (№ 6). — С. 6.
- Советское фотоискусство — передовое в мире // Советское фото : журнал. — 1936. — Май (№ 5). — С. 16—18.

### Издания
- Бляхин П. Красные дьяволята / Илл. В. В. Кошелева. — Вологда: Северо-Западное кн. изд-во, 1968. — 128 с. — 200 000 экз.

## Награды
- орден Ленина (07.10.1955)
- орден Отечественной войны I степени (20.02.1944)[20]
- орден Красной Звезды (16.05.1943)[21]
- медаль «За боевые заслуги» (28.3.1942)[22]
- медаль «За оборону Москвы»

## Память

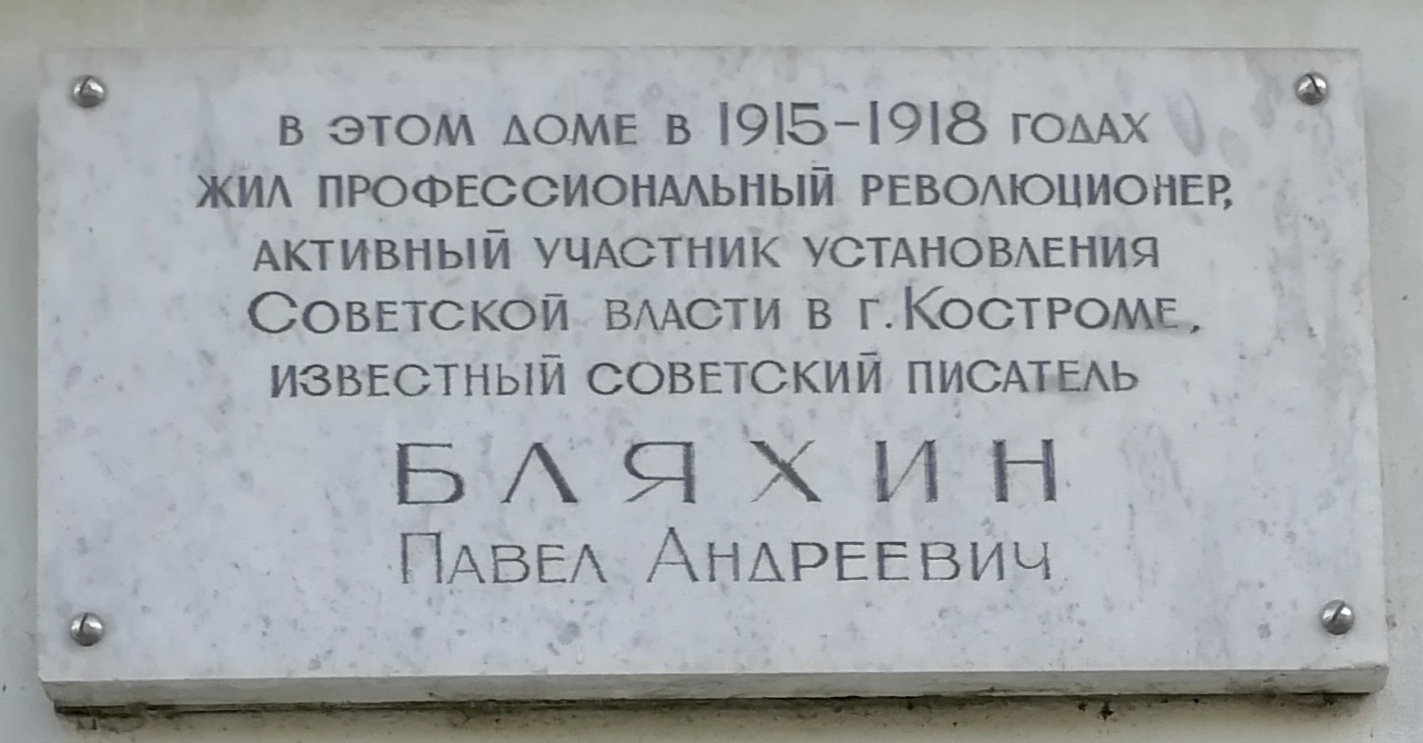
Кострома, ул. Шагова, д. 6

- Сценарии, повести, пьесы, письма, автобиография и другие документы П. А. Бляхина хранятся в Российском государственном архиве литературы и искусства (фонд 2214)[23].
- Именем Бляхина названа улица в Костроме.
- В честь Бляхина названа ежегодная литературная премия, учреждённая в 2007 году администрацией Харабалинского района Астраханской области[24].

## Комментарии
1. ↑  По другим данным[4], умер в Ялте.
2. ↑  По другим данным[4], родился в селе Верходым Астраханской губернии.